# Selección de fútbol de Irlanda
La selección de fútbol de la República de Irlanda (en irlandés, Foireann sacair náisiúnta Phoblacht na hÉireann), más conocida como selección de fútbol de Irlanda, es el equipo representativo del país en las competiciones oficiales. Su organización está a cargo de la Asociación de Fútbol de Irlanda, perteneciente a la UEFA.
El equipo nacional surgió en 1920 tras la fundación del Estado Libre Irlandés. Previamente, la isla de Irlanda era representada por una única selección de Irlanda, cuyo primer partido fue disputado en 1882. Desde esa fecha, la antigua selección representó únicamente al territorio de Irlanda del Norte. Tanto la selección de Irlanda del Norte como la de la República de Irlanda siguieron usando el apelativo «Irlanda» y convocaron a jugadores de ambos territorios por varias décadas. La disputa se solucionaría recién en 1954, cuando la FIFA decidió que ambos equipos fueran denominados oficialmente como «Irlanda del Norte» y «República de Irlanda», aunque esta última es denominada simplemente como «Irlanda» de forma cotidiana en español. Además, la mayoría de sus jugadores actualmente juegan en la Premier League de Inglaterra, la cual ha hecho que esta selección sea más competitiva.
Irlanda se clasificó por primera vez a un torneo internacional, en 1988 para la Eurocopa de ese año. Ha participado en tres Copas Mundiales, alcanzando los cuartos de final en Italia 1990 y los octavos de final en las copas de Estados Unidos 1994 y Corea Japón 2002. Pero no pudo clasificarse para el Mundial 2010 al perder en la repesca contra Francia luego de un polémico pase de gol de Thierry Henry con la mano. Luego de la derrota ante Francia, Irlanda solicitó la repetición del partido, sin embargo esta petición fue oficialmente denegada por la FIFA el 20 de noviembre de 2009.

## Historia

### Estado Libre de Irlanda
Entre 1882 y 1924, Irlanda fue representada por un equipo de fútbol nacional unificado, organizado por la Asociación de Fútbol de Irlanda con sede en Belfast (IFA). En 1920, Irlanda fue dividida en Irlanda del Norte y el Estado Libre de Irlanda (este último, a su vez, se convirtió en Éire e Irlanda después de la adopción de una nueva Constitución en 1937, seguido por su declaración como república). Después de las convulsiones políticas que rodearon la partición, una organización con sede en Dublín que se autodenominó la Asociación de Fútbol del Estado Libre de Irlanda (FAIFS) se separó de la IFA en 1921 y comenzó a organizar su propia liga y la selección nacional de fútbol.
En 1923, la FAIFS fue reconocida por la FIFA como el órgano de gobierno del Estado Libre de Irlanda y en los Juegos Olímpicos de París de 1924, el Estado Libre de Irlanda hizo su debut internacional. El 28 de mayo, en el Stade Olympique, que vencer a Bulgaria por 1-0, tras el histórico gol anotado por Paddy Duncan. Como resultado de esto se clasificó para los cuartos de final. El 14 de junio de 1924, el Estado Libre de Irlanda hizo su debut como local contra Estados Unidos, que se había embarcado en una breve gira por Europa después de competir en los mismos Juegos Olímpicos. Ed Brookes marcó un hat-trick en la victoria por 3-1 en Dalymount Park.
El Estado Libre de Irlanda no jugó su siguiente partido hasta el 21 de marzo de 1926, en un partido como visitante contra Italia, que perdieron 3-0. En los años siguientes la situación del fútbol de los Juegos Olímpicos fue decayendo y ese partido es considerado como el primer partido oficial del Estado Libre de Irlanda. El 25 de febrero de 1934 debutaron en la fase de clasificación para la Copa Mundial de la FIFA de 1934 con un 4-4 con Bélgica en Dalymount Park. Paddy Moore anotó los cuatro goles irlandeses.

### Problema de las «dos Irlandas» (1936-1953)
Inmediatamente después de la partición, la Asociación de Dublín fue renombrada como «Asociación de Fútbol de Irlanda» pero cambió a «Asociación de Fútbol del Estado Libre Irlandés» (FAIFS) tras su admisión en la FIFA en 1924, momento en el que su equipo representativo, se llamó a sí mismo «Estado Libre de Irlanda». Sin embargo, a partir de 1936 volvieron a la denominación «Asociación de Fútbol de Irlanda» y comenzaron a llamarse Éire o, simplemente, Irlanda. Durante todo este período, hubo dos equipos de fútbol internacionales irlandeses, elegido por dos asociaciones rivales. Estas —la IFA de Irlanda del Norte y la FAI del Estado Libre de Irlanda— reclamaron jurisdicción sobre la totalidad de Irlanda y el derecho de seleccionar a jugadores de toda la isla. Por lo menos treinta y ocho internacionales duales fueron seleccionados para representar a los dos equipos, sin embargo, la inmensa mayoría de ellos eran sureños que también aceptaron jugar para el equipo de la IFA, mientras que solo unos pocos "cruzaron la frontera" en la otra dirección.
La FIFA finalmente intervino cuando ambos equipos participaron en la fase de clasificación de la Copa del Mundo de 1950, la primera vez que habían entrado en la misma competición. Cuatro jugadores —Tom Aherne, Reg Ryan, Davy Walsh y Con Martin— jugaron en los dos equipos en esa fase de clasificación. Los cuatro jugadores en cuestión habían nacido en el Estado Libre de Irlanda y, de hecho, ya habían debutado con los colores de la FAI antes de aceptar representar al equipo norirlandés. Esto alarmó a la FAI, ya que posteriormente presionaron a la FIFA para evitar que la IFA convocase jugadores nacidos en el sur (así como el intento de ejercer presión sobre los propios jugadores, a veces a través de sus clubes). La respuesta de la FIFA fue restringir la elegibilidad de los jugadores sobre la base de las fronteras —políticas— además de que en 1953 ninguno de los equipos podría ser referido como «Irlanda» en competiciones que ambos equipos pudiesen participar, inicialmente la Copa Mundial de la FIFA y, posteriormente, la Copa Europea de Naciones (ahora Eurocopa de la UEFA). La FIFA decretó que el equipo FAI oficialmente se llamaría «República de Irlanda», mientras que el equipo de la IFA se llamaría «Irlanda del Norte».

### República de Irlanda
La fase de clasificación para la Copa del Mundo de 1958 emparejó a la República de Irlanda con Inglaterra. En su partido en Dublín contra Inglaterra, Alf Ringstead adelantó a los anfitriones 1-0 antes de que John Atyeo empatase en el último minuto para rescatar un empate 1-1 para Inglaterra. Según las normas de la época, una victoria para la República de Irlanda habría significado un play-off con Inglaterra por un lugar en la Copa del Mundo.
Después de alcanzar los cuartos de final de la Eurocopa 1964, la República de Irlanda se enfrentó a España y Siria en la fase de clasificación para la Copa Mundial de la FIFA 1966. A pesar de la retirada de Siria, aún se siguió considerando un grupo de clasificación pese a contar con solo dos integrantes. La selección irlandesa venció 1-0 en Dalymount Park a los españoles, pero perdió 4-1 en el estadio Ramón Sánchez Pizjuán. Esto significó un play-off en el Parc des Princes en París, que España ganó 1-0. El play-off fue originalmente programado para llevarse a cabo en el estadio Wembley en Londres, hogar de una gran diáspora irlandesa, pero la FAI acordó con la Federación Española de Fútbol trasladar el partido a París, donde vivía una gran diáspora española. La FAI fue criticado por esta medida para aumentar los ingresos procedentes por taquilla.
En 1965, la selección Irlandesa hizo historia al seleccionar al lateral del Manchester United, Shay Brennan, para la selección absoluta. Esta fue la primera vez que un jugador nacido fuera de Irlanda fue seleccionado para jugar en la selección nacional por tener un padre irlandés. Desde entonces, muchos de los jugadores más destacados de Irlanda han nacido en Inglaterra, incluidos Mark Lawrenson, David O'Leary, John Aldridge, Tony Cascarino y David Kelly. Desde entonces, varios jugadores nacidos en Escocia, incluido Ray Houghton, han representado a la Irlanda debido a su ascendencia irlandesa. Posteriormente, las reglas de selección se relajaron para permitir la selección de jugadores con un abuelo irlandés.
En 1969, la FAI nombró a Mick Meagan como nuevo entrandor. Sus dos años a cargo estuvieron marcados por resultados excepcionalmente malos, sin embargo, el equipo perdió cinco de los seis partidos y ganó solo un punto en su clasificación para la Copa del Mundo de 1970, y no mejoró en las eliminatorias para la Eurocopa 1972, lo que llevó a su destitución. Su reemplazo, Liam Tuohy, lo hizo un poco mejor en la clasificación para Alemania 1974 y, lo que es más importante, supervisó importantes mejoras en las instalaciones de entrenamiento de la selección nacional y convenció a muchos clubes ingleses de poner fin a sus políticas de no liberar jugadores irlandeses para partidos internacionales. Sin embargo, en la última instancia, el equipo no logró clasificarse para la Copa del Mundo y Tuohy renunció luego de una disputa sobre su salario. Una racha de malos resultados a finales de 1960 y principios de 1970 siguió hasta que Johnny Giles se convirtió en el primer jugador-entrenador en la década de 1970. Esto fue seguido por el debut de un joven Liam Brady y los resultados mejoraron notablemente. El equipo se perdió la Copa del Mundo de 1978 por dos puntos, después de haber derrotado a Francia en casa durante la clasificación. Después de una actuación menos que impresionante en la clasificación para la Eurocopa 1980, en la que el equipo terminó muy por detrás de los ganadores del grupo, Inglaterra e Irlanda del Norte, Giles renunció, diciendo que había llevado a la selección nacional tan lejos como pudo.
Eoin Hand se hizo cargo de la dirección del equipo en la fase de clasificación de la Copa del Mundo de 1982, y una vez más la República de Irlanda quedó por detrás de Francia por la diferencia de goles. Las fases de clasificación fueron decepcionante tanto para el Campeonato de Europa de 1984 como para la Copa del Mundo de 1986, poniendo fin a la época de entrenador de Hand.

### La Generación dorada (1986-1995)
En 1986, Irlanda nombró a Jack Charlton, un entrenador inglés de primer nivel que había sido parte del equipo ganador de la Copa del Mundo de Inglaterra de 1966. Durante la década de 1970, había convertido al Middlesbrough en un equipo que proporcionaba muchos jugadores al equipo de Liverpool.
Después de hacerse cargo de Irlanda, Charlton influyó en los cambios en la selección nacional que dieron como resultado su período más exitoso de su historia, clasificándose para dos Copas del Mundo y una Eurocopa. Los jugadores que más se destacaron en este período fueron Paul McGrath, Packie Bonner, Niall Quinn y el trío del Liverpool de Ray Houghton, John Aldridge y Ronnie Whelan.
La primera aparición de Irlanda en una fase final importante se produjo en la Eurocopa 1988. Con los partidos de Irlanda ya completos, la clasificación se aseguró gracias al gol de Gary Mackay en el minuto 87 en Sofía cuando Escocia venció a Bulgaria por 1-0; la victoria escocesa dejó a Irlanda en la cima del grupo. A pesar de la ausencia forzada de Liam Brady y Mark Lawrenson, en la final de Alemania Occidental, Irlanda sorprendió a Europa al vencer a Inglaterra 1-0 en Stuttgart con un cabezazo de Ray Houghton en su debut absoluto; empató 1 –1 con la Unión Soviética en Hannover, con Ronnie Whelan como goleador; y perdió ante los eventuales campeones Holanda 1-0 en Gelsenkirchen, a siete minutos de un empate que habría significado un lugar en la semifinal..
La racha ganadora competitiva más larga de Irlanda se logró en 1989 durante la campaña de clasificación para la Copa del Mundo de 1990. Cinco juegos contra España, Irlanda del Norte, Hungría y Malta dos veces, fueron todas victorias. Posteriormente, el equipo llegó a la Copa del Mundo de 1990 en Italia. Tres empates en la fase de grupos ante Inglaterra, Egipto y Holanda fueron suficientes para llegar a los octavos de final. Prácticamente todo el país vio cómo vencían a Rumania en los penaltis, con Packie Bonner haciendo una parada vital y David O'Leary anotando el penal decisivo. Luego, Irlanda fue derrotada 1-0 por la anfitriona Italia en los cuartos de final en el Estadio Olímpico de Roma. Durante el torneo, el equipo tuvo una audiencia con el Papa Juan Pablo II, el único equipo que lo hizo.
Después de perderse la Eurocopa 1992 (a pesar de estar invicto en la clasificación), rlanda se clasificó para la Copa del Mundo de 1994, celebrada en los Estados Unidos, a través de un grupo de clasificación que nuevamente incluía a España e Irlanda del Norte, y terminó con la La República terminó por encima de los campeones de Europa, Dinamarca, por un margen muy estrecho (goles marcados). En su primer partido en la final de 1994, vencieron a los anfitriones anteriores de la Copa del Mundo y al tercer lugar, Italia, 1-0 en su primer partido en el Giants Stadium en las afueras de la ciudad de Nueva York, pero perdieron ante México 2-1 en el Citrus Bowl en el calor y la humedad de Orlando, Florida. Terminaron la fase de grupos con un empate 0-0 con Noruega en el Giants Stadium, en East Rutherford, Nueva Jersey. Con estos resultados, llegaron a la segunda ronda y finalmente perdieron 2-0 ante Holanda en Orlando.
Irlanda terminó segundo detrás de Portugal en el Grupo 6 de la clasificación para la Eurocopa 1996, pero se perdió por poco la fase final de la Eurocopa de 1996 después de perder 2-0 ante Holanda en un desempate, jugado en Anfield entre los dos peores subcampeones de grupo, con Patrick Kluivert anotando ambos goles para clasificar a su selección . Fue el último partido de Jack Charlton como entrenador.

### Post Generación Dorada y declive (1996-2007)
Charlton fue reemplazado por Mick McCarthy, pero Irlanda igual perdió los siguientes dos torneos importantes. Irlanda apenas logró terminar en segundo lugar detrás de Rumania en su campaña de clasificación para la Copa Mundial de 1998 después de que Tony Cascarino anotó un gol tardío para ganar el partido fuera de casa con Lituania. Siguió un desempate con Bélgica, con el partido en Lansdowne Road terminando en un empate 1-1, el partido en Bélgica terminó 2-1 para el equipo local y el suplente David Connolly fue expulsado en este último, impidiendo que Irlanda clasifique a la Copa del Mundo de 1998. La FIFA otorgó el Premio Fair Play de la FIFA de 1997 a los seguidores irlandeses "por su comportamiento ejemplar en los partidos de la selección de Irlanda, especialmente en los partidos de clasificación para la Copa Mundial de la FIFA contra Bélgica".
Los oponentes de Irlanda en el Grupo 8 de clasificación para la Eurocopa 2000 agrupado junto a Yugoslavia, Croacia, Malta y Macedonia del Norte. Macedonia del Norte anotó un gol del empate en el último minuto que negó a Irlanda el primer puesto del grupo; en cambio, se enfrentaron a Turquía en un desempate para decidir qué equipo participaría en la Eurocopa 2000. El partido en Dublín terminó en un empate 1-1, aunque Turquía se clasificó a través de la regla de los goles fuera de casa después de un empate 0-0, al final del cual Tony Cascarino se involucró en una pelea y se retiró del fútbol internacional.
Irlanda se enfrentó a Portugal y Holanda en las eliminatorias para la Copa del Mundo de 2002 en el Grupo 2 de la UEFA, terminando el grupo en segundo lugar con 24 puntos en 10 partidos (siete victorias y tres empates).  A pesar de esta racha invicta, Irlanda empató en un desempate con Irán. El partido en Dublín terminó con una victoria de Irlanda por 2-0 con goles de Ian Harte (penalti) y Robbie Keane, mientras que el partido en Teherán, jugado frente a 100.000 espectadores, terminó con una victoria de Irán por 1-0. McCarthy logró llevar a Irlanda a las etapas finales de la Copa del Mundo de 2002, aunque solo para que el equipo perdiera al inspirador capitán Roy Keane debido a la infame disputa pública de la pareja en Saipán. Los empates 1-1 con Camerún y Alemania fueron seguidos por una victoria por 3-0 sobre Arabia Saudita en el Grupo E. Los irlandeses avanzaron una vez más a la fase eliminatoria, perdiendo por estrecho margen 3-2 en los penaltis ante España en Suwon después de que el penalti del empate de Robbie Keane en el último minuto forzara el partido a la prórroga.
Después de un mal comienzo en la clasificación para la Eurocopa 2004, McCarthy fue reemplazado por Brian Kerr, pero él también tuvo problemas para guiar al equipo al torneo o a la posterior Copa del Mundo de 2006 en Alemania, y finalmente fue despedido en octubre de 2005. Kerr fue reemplazado por Steve Staunton (asistido por Bobby Robson en el puesto de "consultor de fútbol internacional") en enero de 2006. Bajo Staunton, los resultados variaron ampliamente, pero el equipo aún no logró clasificarse para la Eurocopa 2008 y Staunton perdió el puesto en octubre de 2007. Su reinado incluyó una humillante derrota por 5-2 ante Chipre durante la fase de clasificación del Grupo D, una de las peores derrotas en la historia del equipo.

## Últimos partidos y próximos encuentros
Actualizado al último partido jugado el 23 de marzo de 2025
| Fecha      | Ciudad               | Local      | Resultado | Visitante  | Competición                     |
| ---------- | -------------------- | ---------- | --------- | ---------- | ------------------------------- |
| 11-06-2024 | Aveiro               | Portugal   | 3:0 (1:0) | Irlanda    | Partido amistoso                |
| 07-09-2024 | Dublín               | Irlanda    | 0:2 (0:2) | Inglaterra | Liga de Naciones UEFA 24/25     |
| 10-09-2024 | Dublín               | Irlanda    | 0:2 (0:0) | Grecia     | Liga de Naciones UEFA 24/25     |
| 10-10-2024 | Helsinki             | Finlandia  | 1:2 (1:0) | Irlanda    | Liga de Naciones UEFA 24/25     |
| 13-10-2024 | El Pireo             | Grecia     | 2:0 (0:0) | Irlanda    | Liga de Naciones UEFA 24/25     |
| 14-11-2024 | Dublín               | Irlanda    | 1:0 (1:0) | Finlandia  | Liga de Naciones UEFA 24/25     |
| 17-11-2024 | Londres              | Inglaterra | 5:0 (0:0) | Irlanda    | Liga de Naciones UEFA 24/25     |
| 20-03-2025 | Plovdiv              | Bulgaria   | 1:2 (1:2) | Irlanda    | Play-off Liga de Naciones 24/25 |
| 23-03-2025 | Dublín               | Irlanda    | 2:1 (0:1) | Bulgaria   | Play-off Liga de Naciones 24/25 |
| 06-06-2025 | Dublín               | Irlanda    | -:-       | Senegal    | Partido amistoso                |
| 10-06-2025 | Ciudad de Luxemburgo | Luxemburgo | -:-       | Irlanda    | Partido amistoso                |
| 06-09-2025 | Dublín               | Irlanda    | -:-       | Hungría    | Clasificación Copa Mundial 2026 |
| 09-09-2025 | Ereván               | Armenia    | -:-       | Irlanda    | Clasificación Copa Mundial 2026 |
| 11-10-2025 | TBD                  | Portugal   | -:-       | Irlanda    | Clasificación Copa Mundial 2026 |
| 14-10-2025 | Dublín               | Irlanda    | -:-       | Armenia    | Clasificación Copa Mundial 2026 |
| 13-11-2025 | Dublín               | Irlanda    | -:-       | Portugal   | Clasificación Copa Mundial 2026 |
| 16-11-2025 | Budapest             | Hungría    | -:-       | Irlanda    | Clasificación Copa Mundial 2026 |

## Estadísticas

### Copa Mundial de Fútbol
| Edición | Resultado        | Posición       | PJ             | PG             | PE             | PP             | GF             | GC             | Dif.           | Goleador                      |
| ------- | ---------------- | -------------- | -------------- | -------------- | -------------- | -------------- | -------------- | -------------- | -------------- | ----------------------------- |
| 1930    | No participó     | No participó   | No participó   | No participó   | No participó   | No participó   | No participó   | No participó   | No participó   | No participó                  |
| 1934    | No clasificó     | No clasificó   | No clasificó   | No clasificó   | No clasificó   | No clasificó   | No clasificó   | No clasificó   | No clasificó   | No clasificó                  |
| 1938    | No clasificó     | No clasificó   | No clasificó   | No clasificó   | No clasificó   | No clasificó   | No clasificó   | No clasificó   | No clasificó   | No clasificó                  |
| 1950    | No clasificó     | No clasificó   | No clasificó   | No clasificó   | No clasificó   | No clasificó   | No clasificó   | No clasificó   | No clasificó   | No clasificó                  |
| 1954    | No clasificó     | No clasificó   | No clasificó   | No clasificó   | No clasificó   | No clasificó   | No clasificó   | No clasificó   | No clasificó   | No clasificó                  |
| 1958    | No clasificó     | No clasificó   | No clasificó   | No clasificó   | No clasificó   | No clasificó   | No clasificó   | No clasificó   | No clasificó   | No clasificó                  |
| 1962    | No clasificó     | No clasificó   | No clasificó   | No clasificó   | No clasificó   | No clasificó   | No clasificó   | No clasificó   | No clasificó   | No clasificó                  |
| 1966    | No clasificó     | No clasificó   | No clasificó   | No clasificó   | No clasificó   | No clasificó   | No clasificó   | No clasificó   | No clasificó   | No clasificó                  |
| 1970    | No clasificó     | No clasificó   | No clasificó   | No clasificó   | No clasificó   | No clasificó   | No clasificó   | No clasificó   | No clasificó   | No clasificó                  |
| 1974    | No clasificó     | No clasificó   | No clasificó   | No clasificó   | No clasificó   | No clasificó   | No clasificó   | No clasificó   | No clasificó   | No clasificó                  |
| 1978    | No clasificó     | No clasificó   | No clasificó   | No clasificó   | No clasificó   | No clasificó   | No clasificó   | No clasificó   | No clasificó   | No clasificó                  |
| 1982    | No clasificó     | No clasificó   | No clasificó   | No clasificó   | No clasificó   | No clasificó   | No clasificó   | No clasificó   | No clasificó   | No clasificó                  |
| 1986    | No clasificó     | No clasificó   | No clasificó   | No clasificó   | No clasificó   | No clasificó   | No clasificó   | No clasificó   | No clasificó   | No clasificó                  |
| 1990    | Cuartos de final | 8.º            | 5              | 0              | 4              | 1              | 2              | 3              | -1             | Kevin Sheedy y Niall Quinn: 1 |
| 1994    | Octavos de final | 16.º           | 4              | 1              | 1              | 2              | 2              | 4              | -2             | Ray Houghton y Aldridge: 1    |
| 1998    | No clasificó     | No clasificó   | No clasificó   | No clasificó   | No clasificó   | No clasificó   | No clasificó   | No clasificó   | No clasificó   | No clasificó                  |
| 2002    | Octavos de final | 12.º           | 4              | 1              | 3              | 0              | 6              | 3              | +3             | Robbie Keane: 3               |
| 2006    | No clasificó     | No clasificó   | No clasificó   | No clasificó   | No clasificó   | No clasificó   | No clasificó   | No clasificó   | No clasificó   | No clasificó                  |
| 2010    | No clasificó     | No clasificó   | No clasificó   | No clasificó   | No clasificó   | No clasificó   | No clasificó   | No clasificó   | No clasificó   | No clasificó                  |
| 2014    | No clasificó     | No clasificó   | No clasificó   | No clasificó   | No clasificó   | No clasificó   | No clasificó   | No clasificó   | No clasificó   | No clasificó                  |
| 2018    | No clasificó     | No clasificó   | No clasificó   | No clasificó   | No clasificó   | No clasificó   | No clasificó   | No clasificó   | No clasificó   | No clasificó                  |
| 2022    | No clasificó     | No clasificó   | No clasificó   | No clasificó   | No clasificó   | No clasificó   | No clasificó   | No clasificó   | No clasificó   | No clasificó                  |
| 2026    | Por disputarse   | Por disputarse | Por disputarse | Por disputarse | Por disputarse | Por disputarse | Por disputarse | Por disputarse | Por disputarse | Por disputarse                |
| 2030    | Por disputarse   | Por disputarse | Por disputarse | Por disputarse | Por disputarse | Por disputarse | Por disputarse | Por disputarse | Por disputarse | Por disputarse                |
| 2034    | Por disputarse   | Por disputarse | Por disputarse | Por disputarse | Por disputarse | Por disputarse | Por disputarse | Por disputarse | Por disputarse | Por disputarse                |
| Total   | 3/22             | 42.º           | 13             | 2              | 8              | 3              | 10             | 10             | 0              | Robbie Keane: 3               |

### Eurocopa
| Edición | Resultado                     | Posición                      | PJ                            | PG                            | PE                            | PP                            | GF                            | GC                            | Dif.                          | Goleador                      |
| ------- | ----------------------------- | ----------------------------- | ----------------------------- | ----------------------------- | ----------------------------- | ----------------------------- | ----------------------------- | ----------------------------- | ----------------------------- | ----------------------------- |
| 1960    | No clasificó                  | No clasificó                  | No clasificó                  | No clasificó                  | No clasificó                  | No clasificó                  | No clasificó                  | No clasificó                  | No clasificó                  | No clasificó                  |
| 1964    | No clasificó                  | No clasificó                  | No clasificó                  | No clasificó                  | No clasificó                  | No clasificó                  | No clasificó                  | No clasificó                  | No clasificó                  | No clasificó                  |
| 1968    | No clasificó                  | No clasificó                  | No clasificó                  | No clasificó                  | No clasificó                  | No clasificó                  | No clasificó                  | No clasificó                  | No clasificó                  | No clasificó                  |
| 1972    | No clasificó                  | No clasificó                  | No clasificó                  | No clasificó                  | No clasificó                  | No clasificó                  | No clasificó                  | No clasificó                  | No clasificó                  | No clasificó                  |
| 1976    | No clasificó                  | No clasificó                  | No clasificó                  | No clasificó                  | No clasificó                  | No clasificó                  | No clasificó                  | No clasificó                  | No clasificó                  | No clasificó                  |
| 1980    | No clasificó                  | No clasificó                  | No clasificó                  | No clasificó                  | No clasificó                  | No clasificó                  | No clasificó                  | No clasificó                  | No clasificó                  | No clasificó                  |
| 1984    | No clasificó                  | No clasificó                  | No clasificó                  | No clasificó                  | No clasificó                  | No clasificó                  | No clasificó                  | No clasificó                  | No clasificó                  | No clasificó                  |
| 1988    | Fase de grupos                | 5.º                           | 3                             | 1                             | 1                             | 1                             | 2                             | 2                             | 0                             | Whelan y Houghton: 1          |
| 1992    | No clasificó                  | No clasificó                  | No clasificó                  | No clasificó                  | No clasificó                  | No clasificó                  | No clasificó                  | No clasificó                  | No clasificó                  | No clasificó                  |
| 1996    | No clasificó                  | No clasificó                  | No clasificó                  | No clasificó                  | No clasificó                  | No clasificó                  | No clasificó                  | No clasificó                  | No clasificó                  | No clasificó                  |
| 2000    | No clasificó                  | No clasificó                  | No clasificó                  | No clasificó                  | No clasificó                  | No clasificó                  | No clasificó                  | No clasificó                  | No clasificó                  | No clasificó                  |
| 2004    | No clasificó                  | No clasificó                  | No clasificó                  | No clasificó                  | No clasificó                  | No clasificó                  | No clasificó                  | No clasificó                  | No clasificó                  | No clasificó                  |
| 2008    | No clasificó                  | No clasificó                  | No clasificó                  | No clasificó                  | No clasificó                  | No clasificó                  | No clasificó                  | No clasificó                  | No clasificó                  | No clasificó                  |
| 2012    | Fase de grupos                | 16.º                          | 3                             | 0                             | 0                             | 3                             | 1                             | 9                             | -8                            | Sean St Ledger: 1             |
| 2016    | Octavos de final              | 15.º                          | 4                             | 1                             | 1                             | 2                             | 3                             | 6                             | -3                            | Robbie Brady: 2               |
| 2020    | No clasificó                  | No clasificó                  | No clasificó                  | No clasificó                  | No clasificó                  | No clasificó                  | No clasificó                  | No clasificó                  | No clasificó                  | No clasificó                  |
| 2024    | No clasificó                  | No clasificó                  | No clasificó                  | No clasificó                  | No clasificó                  | No clasificó                  | No clasificó                  | No clasificó                  | No clasificó                  | No clasificó                  |
| 2028    | Clasificado por ser anfitrión | Clasificado por ser anfitrión | Clasificado por ser anfitrión | Clasificado por ser anfitrión | Clasificado por ser anfitrión | Clasificado por ser anfitrión | Clasificado por ser anfitrión | Clasificado por ser anfitrión | Clasificado por ser anfitrión | Clasificado por ser anfitrión |
| Total   | 4/18                          | 27.º                          | 10                            | 2                             | 2                             | 6                             | 6                             | 17                            | -11                           | Robbie Brady: 2               |

### Liga de Naciones de la UEFA
| Año     | L     | G     | Ronda        | PJ | PG | PE | PP | GF | GC | Dif. | Goleador          |
| ------- | ----- | ----- | ------------ | -- | -- | -- | -- | -- | -- | ---- | ----------------- |
| 2018-19 | B     | 4     | Tercer lugar | 4  | 0  | 2  | 2  | 1  | 5  | -4   | Shaun Williams: 1 |
| 2020-21 | B     | 4     | Tercer lugar | 6  | 0  | 3  | 3  | 1  | 4  | -3   | Shane Duffy: 1    |
| 2022-23 | B     | 1     | Tercer lugar | 6  | 2  | 1  | 3  | 8  | 7  | +1   | Egan y Obafemi: 2 |
| Total   | Total | Total | 3/3          | 16 | 2  | 6  | 8  | 10 | 16 | -6   | Egan y Obafemi: 2 |

### Juegos Olímpicos
| Edición                                                                                                  | Resultado                     | Posición                      | PJ                            | PG                            | PE                            | PP                            | GF                            | GC                            | Dif.                          | Goleador                      |
| --- | ----------------------------- | ----------------------------- | ----------------------------- | ----------------------------- | ----------------------------- | ----------------------------- | ----------------------------- | ----------------------------- | ----------------------------- | ----------------------------- |
| 1908 | No existía la selección       | No existía la selección       | No existía la selección       | No existía la selección       | No existía la selección       | No existía la selección       | No existía la selección       | No existía la selección       | No existía la selección       | No existía la selección       |
| 1912 | No existía la selección       | No existía la selección       | No existía la selección       | No existía la selección       | No existía la selección       | No existía la selección       | No existía la selección       | No existía la selección       | No existía la selección       | No existía la selección       |
| 1920 | No existía la selección       | No existía la selección       | No existía la selección       | No existía la selección       | No existía la selección       | No existía la selección       | No existía la selección       | No existía la selección       | No existía la selección       | No existía la selección       |
| 1924 | Cuartos de final              | 7.º                           | 2                             | 1                             | 0                             | 1                             | 2                             | 2                             | 0                             | Duncan y Farrell: 1           |
| 1928 | No participó                  | No participó                  | No participó                  | No participó                  | No participó                  | No participó                  | No participó                  | No participó                  | No participó                  | No participó                  |
| 1932 | No hubo competición de fútbol | No hubo competición de fútbol | No hubo competición de fútbol | No hubo competición de fútbol | No hubo competición de fútbol | No hubo competición de fútbol | No hubo competición de fútbol | No hubo competición de fútbol | No hubo competición de fútbol | No hubo competición de fútbol |
| 1936 | No participó                  | No participó                  | No participó                  | No participó                  | No participó                  | No participó                  | No participó                  | No participó                  | No participó                  | No participó                  |
| 1948 | No participó                  | No participó                  | No participó                  | No participó                  | No participó                  | No participó                  | No participó                  | No participó                  | No participó                  | No participó                  |
| Desde 1952 los Juegos Olímpicos los disputan selecciones amateurs, y a partir de 1992 selecciones sub-23 |                               |                               |                               |                               |                               |                               |                               |                               |                               |                               |
| Total | 1/7                           | -                             | 2                             | 1                             | 0                             | 1                             | 2                             | 2                             | 0                             | Duncan y Farrell: 1           |

## Jugadores

### Última convocatoria
Los siguientes jugadores fueron convocados para los partidos contra  Bulgaria correspondientes a la eliminatoria de permanencia/ascenso B-C de la Liga de Naciones 2024-25.
| N.º | Nombre              | Posición       | Edad    | PJ | Goles | Equipo                  |
| --- | ------------------- | -------------- | ------- | -- | ----- | ----------------------- |
| 1   | Caoimhín Kelleher   | Portero        | 26 años | 22 | 0     | Liverpool               |
| 16  | Gavin Bazunu        | Portero        | 23 años | 22 | 0     | Standard de Lieja       |
| 23  | Mark Travers        | Portero        | 26 años | 4  | 0     | Middlesbrough           |
| 2   | Matt Doherty        | Defensa        | 32 años | 50 | 3     | Wolverhampton Wanderers |
| 3   | Ryan Manning        | Defensa        | 29 años | 15 | 0     | Southampton             |
| 4   | Dara O'Shea         | Defensa        | 26 años | 33 | 0     | Ipswich Town            |
| 5   | Jake O'Brien        | Defensa        | 24 años | 5  | 0     | Everton                 |
| 11  | Robbie Brady        | Defensa        | 33 años | 70 | 10    | Preston North End       |
| 12  | Jimmy Dunne         | Defensa        | 27 años | 1  | 0     | Queens Park Rangers     |
| 20  | James Abankwah      | Defensa        | 21 años | 0  | 0     | Watford                 |
| 22  | Nathan Collins      | Defensa        | 24 años | 28 | 2     | Brentford               |
| 6   | Josh Cullen         | Centrocampista | 29 años | 42 | 0     | Burnley                 |
| 7   | Finn Azaz           | Centrocampista | 24 años | 7  | 1     | Middlesbrough           |
| 8   | Jason Knight        | Centrocampista | 24 años | 37 | 1     | Bristol City            |
| 13  | Mark Sykes          | Centrocampista | 27 años | 7  | 0     | Bristol City            |
| 17  | Andrew Moran        | Centrocampista | 21 años | 2  | 0     | Stoke City              |
| 18  | Jack Taylor         | Centrocampista | 26 años | 3  | 0     | Ipswich Town            |
| 9   | Evan Ferguson       | Delantero      | 20 años | 20 | 5     | West Ham United         |
| 10  | Adam Idah           | Delantero      | 24 años | 30 | 5     | Celtic                  |
| 14  | Rocco Vata          | Delantero      | 20 años | 1  | 0     | Watford                 |
| 15  | Troy Parrott        | Delantero      | 23 años | 28 | 5     | AZ Alkmaar              |
| 19  | Sinclair Armstrong  | Delantero      | 21 años | 1  | 0     | Bristol City            |
| 21  | Mikey Johnston      | Delantero      | 26 años | 15 | 2     | West Bromwich Albion    |
| DT  | Heimir Hallgrímsson | Entrenador     | 58 años | 8  |       |                         |

### Más participaciones

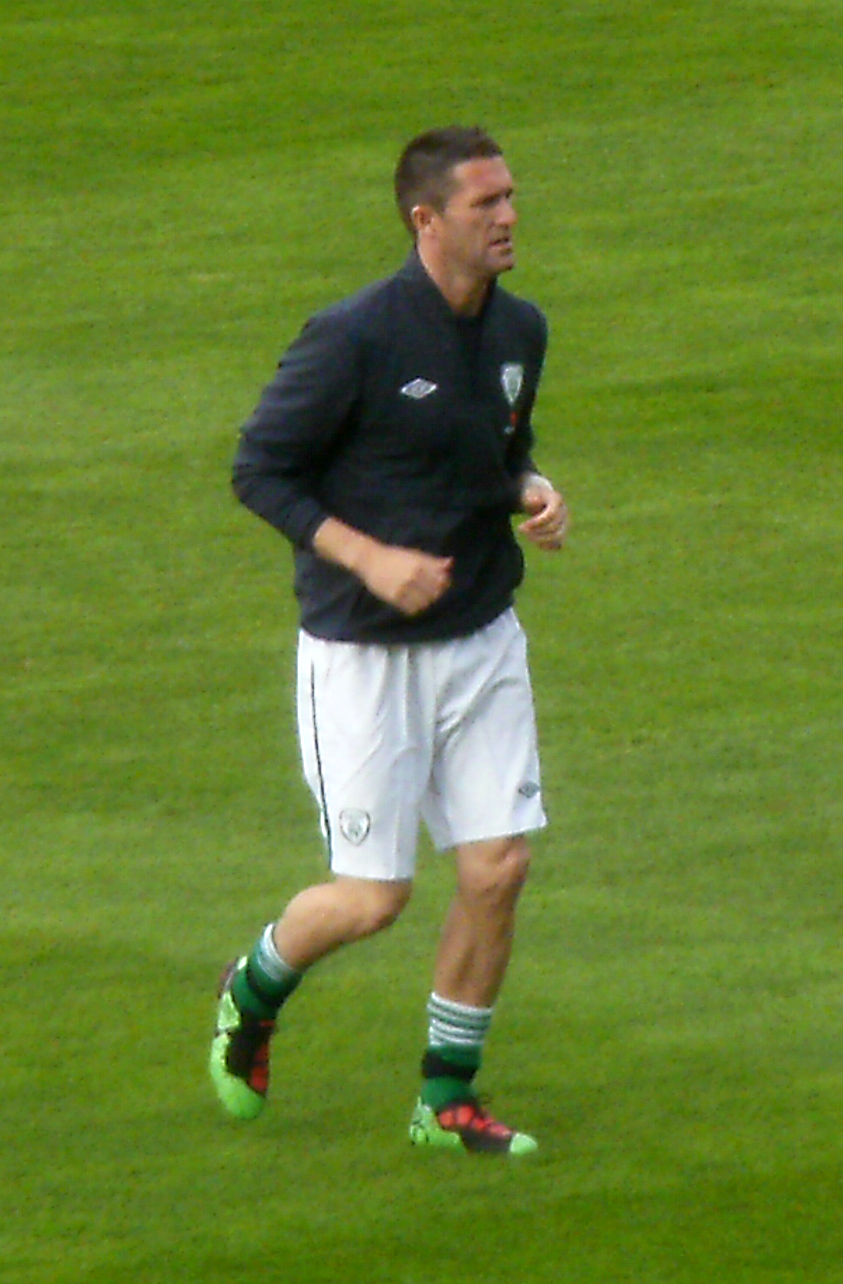
Robbie Keane es hasta ahora el jugador irlandés con más partidos y más goles en su selección.

Actualizado al 31 de marzo de 2023
| # | Jugador        | Periodo   | Partidos | Goles |
| - | -------------- | --------- | -------- | ----- |
| 1 | Robbie Keane   | 1998-2016 | 146      | 68    |
| 2 | Shay Given     | 1996-2016 | 134      | 0     |
| 3 | John O'Shea    | 2001-2018 | 118      | 3     |
| 4 | Kevin Kilbane  | 1997-2011 | 110      | 8     |
| 5 | Steve Staunton | 1989-2002 | 102      | 7     |
| 6 | Damien Duff    | 1998-2012 | 100      | 8     |
| 7 | James McClean  | 2012-     | 98       | 11    |
| 8 | Aiden McGeady  | 2004-2017 | 93       | 5     |
| 9 | Niall Quinn    | 1986-2002 | 91       | 21    |
| 9 | Glenn Whelan   | 2008-2019 | 91       | 2     |

### Máximos goleadores
Actualizado al 31 de marzo de 2023
| # | Jugador          | Periodo   | Goles | PJ. | Promedio |
| - | ---------------- | --------- | ----- | --- | -------- |
| 1 | Robbie Keane     | 1998-2016 | 68    | 146 | 0.47     |
| 2 | Niall Quinn      | 1986-2002 | 21    | 91  | 0.23     |
| 3 | Frank Stapleton  | 1977-1990 | 20    | 71  | 0.28     |
| 4 | Don Givens       | 1969-1982 | 19    | 56  | 0.34     |
| 4 | John Aldridge    | 1986-1997 | 19    | 69  | 0.28     |
| 4 | Tony Cascarino   | 1986-1999 | 19    | 88  | 0.22     |
| 7 | Shane Long       | 2007-2021 | 17    | 88  | 0.20     |
| 8 | Noel Cantwell    | 1954-1967 | 14    | 36  | 0.39     |
| 8 | Jonathan Walters | 2010-2018 | 14    | 54  | 0.26     |
| 8 | Kevin Doyle      | 2006-2017 | 14    | 63  | 0.22     |

## Uniforme
| Clásico | (ver evolución) | 2023 ACT |

## Entrenadores
Entre 1921 y 1969 un comité de selectores eligió el equipo, en ocasiones un entrenador o director de equipo era designado; Mick Meagan fue el primer gestor de seleccionar el equipo. Los entrenadores de los períodos en que el equipo nacional era conocido como el Estado Libre de Irlanda o, simplemente, Irlanda, son oscuros y muchos no son conocidos actualmente, sin embargo se sabe que Val Harris y Bill Lacey llevaron el combinado irlandés en la década de 1930. A continuación se muestra una lista de los entrenadores de la selección irlandesa, de 1951 en adelante, desde que se convirtió en la República de Irlanda:
| Entrenador                   | Carrera     | Partidos | Ganados | Empatados | Perdidos | Porcentaje victorias (%) |
| ---------------------------- | ----------- | -------- | ------- | --------- | -------- | ------------------------ |
| Doug Livingstone             | 1951 - 1953 |          |         |           |          |                          |
| Alex Stevenson               |             |          |         |           |          |                          |
| Johnny Carey                 | 1955 - 1967 |          |         |           |          |                          |
| Noel Cantwell                | 1967        |          |         |           |          |                          |
| Charlie Hurley               | 1967 - 1969 |          |         |           |          |                          |
| Mick Meagan                  | 1969 - 1971 | 12       | 0       | 3         | 9        | 0.00                     |
| Liam Tuohy                   | 1971 - 1973 | 10       | 3       | 1         | 6        | 30.00                    |
| Seán Thomas (provisional)    | 1973        | 1        | 0       | 1         | 0        | 0.00                     |
| Johnny Giles                 | 1973 - 1980 | 37       | 14      | 9         | 14       | 37.84                    |
| Alan Kelly Sr. (provisional) | 1980        | 1        | 1       | 0         | 0        | 100                      |
| Eoin Hand                    | 1980 - 1985 | 40       | 11      | 9         | 20       | 27.5                     |
| Jack Charlton                | 1986 - 1995 | 94       | 47      | 30        | 17       | 50                       |
| Mick McCarthy                | 1996 - 2002 | 68       | 29      | 19        | 20       | 42.65                    |
| Don Givens (provisional)     | 2002        | 1        | 0       | 1         | 0        | 0                        |
| Brian Kerr                   | 2003 - 2005 | 32       | 17      | 11        | 4        | 53.13                    |
| Steve Staunton               | 2006 - 2007 | 17       | 6       | 5         | 6        | 35.29                    |
| Don Givens (provisional)     | 2007 - 2008 | 2        | 0       | 1         | 1        | 0                        |
| Giovanni Trapattoni          | 2008 - 2013 | 12       | 4       | 7         | 1        | 33.33                    |
| Noel King                    | 2013        | 2        | 1       | 0         | 1        | 50                       |
| Martin O'Neill               | 2013 - 2018 | 55       | 19      | 20        | 16       | 37.3                     |
| Mick McCarthy                | 2018 - 2020 | 13       | 4       | 0         | 9        | 30.7                     |
| Stephen Kenny                | 2020 - 2023 | 40       | 11      | 11        | 18       | 27.5                     |
| John O'Shea (provisional)    | 2024        | 4        | 1       | 1         | 2        | 33.3                     |
| Heimir Hallgrímsson          | 2024 -      |          |         |           |          |                          |